# Cachoeira do Chuvisco
Cachoeira do Chuvisco är ett vattenfall i Brasilien.   Det ligger i delstaten Mato Grosso, i den centrala delen av landet, 1 600 km nordväst om huvudstaden Brasília. Cachoeira do Chuvisco ligger 145 meter över havet.
Terrängen runt Cachoeira do Chuvisco är platt. Närmaste större samhälle är Aripuanã, 11,7 km norr om Cachoeira do Chuvisco.
I omgivningarna runt Cachoeira do Chuvisco växer i huvudsak städsegrön lövskog. Trakten runt Cachoeira do Chuvisco är nära nog obefolkad, med mindre än två invånare per kvadratkilometer.